# Weisertweckenfahren
Weisertwecken fahren ist ein alter Brauch im Gebiet des Bayerischen Reichskreises bis ins Traungau, der noch in manchen Regionen praktiziert wird. 

## Bedeutung
Das Wort Weisert oder besser eigentlich Weisat hat seinen Ursprung im althochdeutschen Wort wisod, das so viel bedeutet wie Geschenk, und ist verwandt mit dem Brauch des „Weisens“, dem Beschenken zu bestimmten Anlässen, der besonders als Bestandteil einer Hochzeit in Teilen Bayerns und Österreichs noch lebendig ist, obschon 1553 das Weisen auf Hochzeiten landesweit verboten wurde, außer wenn „Vatter, Mutter oder ander nechste Freund dem Preutvolck ausserhalb der Hochzeit was schenken oder weisen wollten, das soll jnen unverwert seyn,“ und durch das Landrecht von 1616 „nur denen von der Ritterschaft, Adel, alten Geschlechtern, Räthen und Doctoren“ gestattet wurde.
Als Weisert wird der jungen Mutter zur Rekonvaleszenz nach der Geburt des Stammhalters ein Weizenmehlgebäck überbracht, was aus Tagen herstammt, als solches Gebäck noch nicht alltäglich war. Diese Geschenkübergabe wird dann häufig zum fröhlichen Beisammensein Zum Weisert gehen. Die ein Brot mitbringenden Gäste möchten traditionell mit einer Brotzeit und Getränken versorgt werden.
Mit dem Weisertwecken ist auch der Segenswunsch verbunden, dass das Brot im Hause niemals ausgehen solle und somit auch Gottes Segen auf dem neuen Erdenbürger liegen möge.
Im Salzburger Land wurde von den Paten ein großer Korb an die Eltern überreicht, die sich dafür erkenntlich zeigten. Dieser enthielt neben Weisertwecken und anderen Luxusgütern auch Bekleidung für das Neugeborene.

## Beschreibung des Weckens
Der Weisertwecken ist ein langes, aus Weizenmehl gebackenes und geschmücktes Brot aus Brot- oder Weißbrotteig, das traditionell als Zopf geflochten wird. Seine Länge richtet sich nach dem Geburtsgewicht des Neugeborenen. Pro Pfund Geburtsgewicht hat der Wecken einen Meter Länge. Um das Bruchrisiko zu minimieren, transportieren die Überbringer den Wecken zumeist auf einer Holzleiter. Um Glück zu bringen, muss der Weisertwecken ganz ins Haus und wird üblicherweise übers Fenster ins Kinderzimmer gehoben.